# Jiangrong (Jiangrong)
Jiangrong (kinesiska: 江茸乡, 江茸) är en socken i Kina. Den ligger i provinsen Sichuan, i den sydvästra delen av landet, omkring 260 kilometer nordväst om provinshuvudstaden Chengdu. Antalet invånare är 1 212. Befolkningen består av 588 kvinnor och 624 män. Barn under 15 år utgör 27,0 %, vuxna 15-64 år 64 %, och äldre över 65 år 7,0 %.
Genomsnittlig årsnederbörd är 1 060 millimeter. Den regnigaste månaden är juli, med i genomsnitt 213 mm nederbörd, och den torraste är december, med 5 mm nederbörd.